# 217e régiment d'infanterie

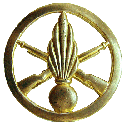
insigne de béret d'infanterie

Le 217e régiment d'infanterie (217e RI) est un régiment d'infanterie de l'Armée de terre française constitué en 1914 avec les bataillons de réserve du 17e régiment d'infanterie.
À la mobilisation, chaque régiment d'active créé un régiment de réserve dont le numéro est le sien plus 200.

## Création et différentes dénominations
- août 1914 : {{217e|régiment d'infanterie

## Chefs de corps
- Août 1914 à janvier 1916 : Lieutenant-Colonel Mathieu.

- Janvier 1916 à août 1916 : Lieutenant-Colonel Leyraud, blessé en juillet 1916 au P.C Montagne à Verdun.

- Septembre 1916 à juin 1917 : Lieutenant-Colonel Simoni, évincé pour cause de mutineries dans le régiment[1].

- Juin 1917 à 1919 : Lieutenant-Colonel Veau.

## Historique des garnisons, combats et batailles du217eRI

### Première Guerre mondiale
Affectations : Casernement Lyon, 142e Brigade d'Infanterie, 21e Région, 4e Groupe de Réserve à la 71e Division d'Infanterie d'août 1914 à novembre 1918.

#### 1914
Fin août : col des Bagenelles, Sainte-Marie-aux-Mines

Fin 1914 : Lorraine, devant Baccarat

#### 1915
Fort de Manonviller-Domjevin

Du 19 au 20 juin : combats de la cote 303 (Reillon)

Eté 1915 : forêt de Paroy / Leintrey

Fin 1915 : retour devant Bacarrat ( Domjevin, Ste-Pôle, Ancervillers)

#### 1916
Du 22 avril au 4 mai : Sous secteur de Mignéville (Bois Lecomte, Bois Banal) et réserve de brigade

Du 16 mai au 9 juin : idem (réorganisation du 217e: 1 CHR, 3 bataillons, 3 compagnies de mitrailleuses, 74 officiers, 3 016 hommes de troupe)

Du 15 au 25 juin : Période d'Instruction au Camp de Saffais

Du 1er au 13 juillet : Combat devant Verdun (Bois Chénois et Fumin)

- Pertes : 135 tués, 656 blessés, 497 disparus.

Du 28 juillet au 20 décembre : Sous-secteur de L'Aire (Vauquois) et sous-secteur des Allieux

#### 1917
Du 8 janvier au 22 février - Quartier de la Hayette (pente NO du Mort-Homme)

11 mars : à la disposition de la 24e DI

Du 12 au 20 mars : Combat de Maison de Champagne (entre Massiges et Rouvroy)

Du 28 mars au 25 avril : bataille des monts de Champagne,Argonne-Ouest, sous-secteur Four de Paris (Est de Vienne-le-Château) 

Du 2 mai au 2 juin : Argonne-Ouest, sous-secteur Condé (Est de Vienne-le-Château)

Du 4 juin au 27 juin : « En raison de la fatigue de certains éléments... » Repos au Camp Berthelot puis La Cheppe. Remplacé au four de Paris par le 29e RI, des troubles eurent lieu à Sainte-Menehoulde où il était en transit pour Mourmelon. Pendant presque dix jours de "troubles", plus de quatre-vingt soldats sont arrêtés ; le général Henrys du 7 CA commande la clémence, puis le général Fayolle de la IVe armée demande de durcir le ton le 10 juin. Placé en hôpital pour les blessés, en permission... mais aussi des condamnations. Cinq condamné à morts, commués en travaux forcés, soixante et un envoyés en section disciplinaire, quarante huit en prison et changés de corps, trente et un caporaux sont cassés de leur grande et deux sous-lieutenant sont mutés.

Août à fin 1917 : Berry-au-Bac (secteurs Sapigneul, Cote 108)

#### 1918
Jusqu'à début mai : Berry-au-Bac (Sapigneul)

Juin-début juillet : Hospice de Locre (ouest Mont Kemmel, Belgique)

Juillet-début août : Champagne (S.E. de Reims, Prônes, Baconne)

26 septembre - 15 octobre : Bataille de Champagne et d’Argonne (Bataille de Somme-Py (26 septembre - 4 octobre))

percée de l'Argonne (bois de l'Echelle, Autry, bois de la Terrière, rive gauche de l'Aisne)

Novembre : bataille du Chesne et de Buzancy

## Inscriptions portées sur le drapeau du régiment
Il porte, cousues en lettres d'or dans ses plis, les inscriptions suivantes :
- Verdun 1916
- Somme-Py 1918

## Décorations décernées au régiment
Sa cravate est décorée de la Croix de guerre 1914-1918  avec une palme (une citation à l'ordre de l'armée).

## Sources et bibliographie
- Archives militaires du Château de Vincennes.
- À partir du Recueil d'historiques de l'Infanterie française (général Andolenko - Eurimprim 1969).